# میکی ۱۷
میکی ۱۷ (انگلیسی: Mickey 17) فیلم کمدی سیاه علمی تخیلی محصول ۲۰۲۵ به تهیه‌کنندگی، نویسندگی و کارگردانی بونگ جون هو است که بر پایه رمان چاپ ۲۰۲۲ میکی ۷ اثر ادوارد اشتون ساخته شده است. در این فیلم رابرت پتینسون، نائومی آکی، استیون ین، تونی کولت و مارک رافلو ایفای نقش کردند. داستان این فیلم در آینده جریان دارد و به مردی می‌پردازد که به‌عنوان کارگر یک‌بارمصرف به یک مستعمره فضایی می‌پیوندد و هر بار که برای اهداف تحقیقاتی می‌میرد، شبیه‌سازی می‌شود.
میکی ۱۷ در هفتاد و پنجمین جشنواره بین‌المللی فیلم برلین در ۱۵ فوریه ۲۰۲۵ نمایش داده شد و به‌وسیلهٔ برادران وارنر پیکچرز در ۲۸ فوریه ۲۰۲۵ در کره جنوبی و در ۷ مارس در ایالات متحده منتشر شد. این فیلم نقدهای عموماً مثبتی از منتقدان دریافت کرده است و بسیاری از منتقدان تلاش‌های بونگ و اجرای پتینسون را برجسته شمرده‌اند.

## زمینه داستان
میکی بارنز که از نظر مالی فقیر است می‌خواهد از زمین خارج شود، و به عنوان یک کارگر یک‌بارمصرف (expendable) خود را ثبت‌نام می‌کند تا در مستعمره انسان‌ها «نیفلهایم»، کار کند. به عنوان یک فرد یک‌بارمصرف، میکی چندین مأموریت خطرناک را انجام می‌دهد که انتظار نمی‌رود در آن زنده بماند و هر بار که می‌میرد، بدن جدیدی بازسازی می‌شود. در طی یکی از این ماموریت‌ها، یکی از کلون‌های او به نام «میکی ۱۷» به اشتباه تصور می‌شود که مرده است و زودتر از موعد جایگزین می‌شود. میکی ۱۷ راه بازگشت به مستعمره را پیدا می‌کند و با جایگزین خود یعنی «میکی ۱۸» ملاقات می‌کند. بر اساس قوانین مستعمره، تنها یک کلون از یک فرد یک‌بارمصرف اجازه است که در یک زمان وجود داشته باشد، و اگر میکی ۱۷ کشف شود، هم او و هم میکی ۱۸ نابود می‌شوند. هر دو نسخه قبلی و فعلی میکی بارنز باید با ماهیت یک‌بارمصرف‌بودن دست و پنجه نرم کنند و با رهبران سرکوبگر حاکم بر مستعمره مبارزه کنند.

## بازیگران
- رابرت پتینسون در نقش میکی بارنز، یک کارگر یک‌بارمصرف در نیلفهایم در هفدهمین (بعداً هجدهمین) تکرارش
- نائومی آکی در نقش ناشا آجایا، فرد مورد علاقه میکی و دوست‌دختر یکی از کلون‌های قبلی او
- استیون ین در نقش تیمو، خلبان و دوست میکی
- مارک رافلو در نقش کنت مارشال، یک سیاستمدار فاشیست خودمحور با طرح‌های شوم برای نیلفهایم
- تونی کولت در نقش گوئندلین، همسر فریبکار و کنترل‌گر مارشال
- هالیدی گرینجر در نقش جما
- آناماریا وارتولومئی در نقش کای کاتز
- توماس ترگوس در نقش سرباز بازوکا
- انگس ایمری در نقش شریمپ آیز
- کمرون بریتون در نقش آرکادی
- پاتسی فران در نقش دوروتی، یک دانشمند
- دنیل هنشال در نقش پرستون، دستیار شخصی مارشال
- استیو پارک در نقش مأمور زیک
- تیم کی در نقش مرد کبوتری

## تولید

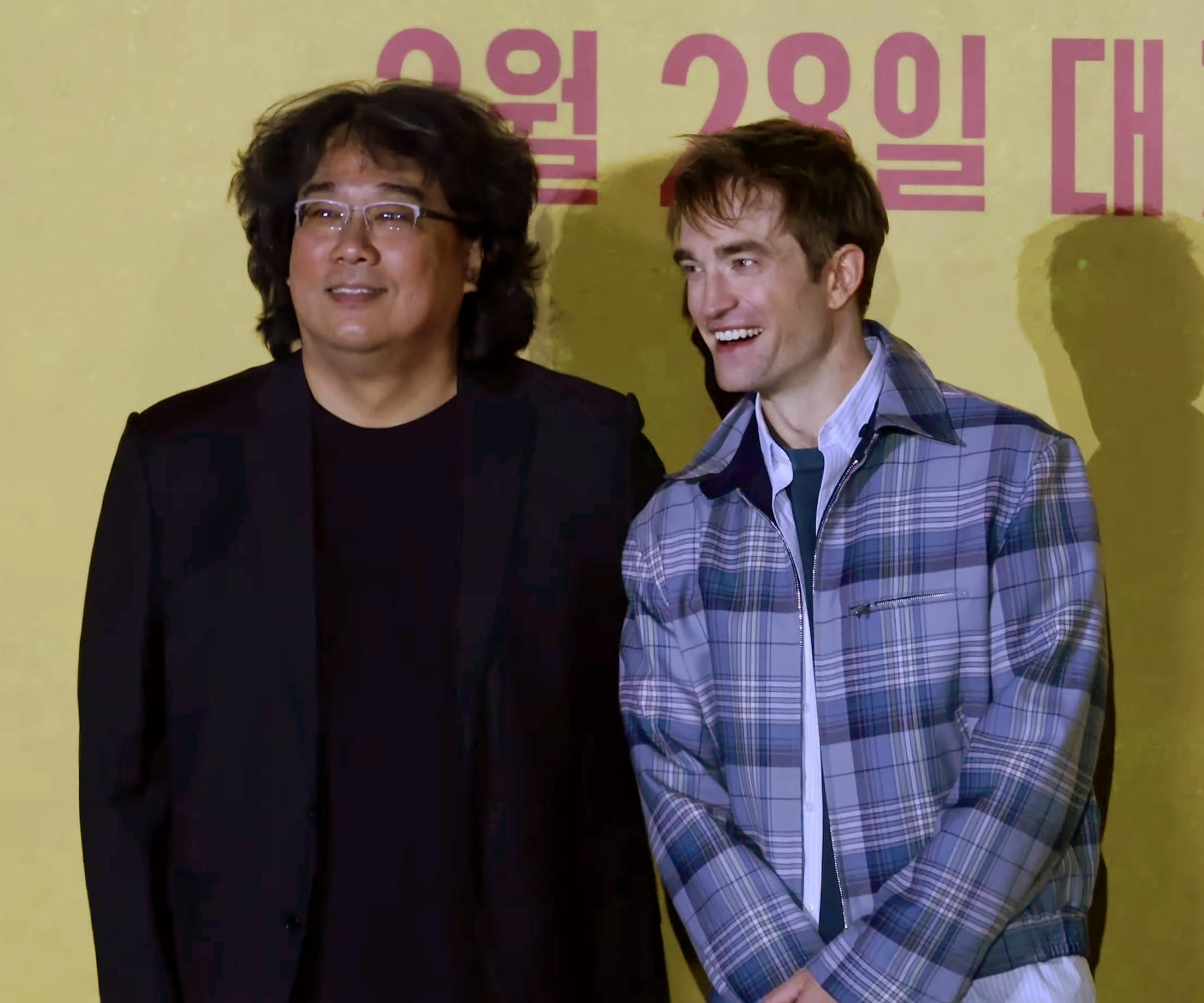
رابرت پتینسون و بونگ جون-هو در سال ۲۰۲۵

یک اقتباس سینمایی از رمان میکی ۷ اثر ادوارد اشتون اعلام شد که قبل از انتشار در ژانویه ۲۰۲۲ در حال توسعه است و بونگ جون-هو نویسندگی، کارگردانی و تهیه کنندگی آنرا برای برادران وارنر پیکچرز برعهده دارد و رابرت پتینسون در حال مذاکره برای بازی در این فیلم است. چارلز یو مطالب ادبی اضافی برای فیلم نوشت. بونگ مجذوب مفاهیم ارائه‌شده در کتاب شد، اگرچه او تغییرات زیادی در شخصیت‌ها ایجاد کرد، از جمله تغییر شخصیت میکی برای اینکه کمی ساده‌تر باشد. او فیلمنامه را در سال ۲۰۲۱ بر اساس پیش‌نویس اولیه کتاب نوشت و گفت که هیچ‌یک از شخصیت‌هایی که به تصویر کشیده شده‌اند قرار نبوده که بازتاب سیاستمداران فعال باشند. رابرت پتینسون اولین بازیگری بود که برای بازی‌ای که نیاز به نقش‌های دوگانه داشت به ذهنش خطور کرد و او بلافاصله پس از پیشنهاد این نقش موافقت کرد. پتینسون بسیاری از خطوط خود را به عنوان میکی ۱۸ بداهه‌نویسی کرد که با شخصیتی تهاجمی شروع می‌کند و سپس به عنوان فردی که می‌خواهد از ۱۷ محافظت کند رشد می‌کند.
بونگ هر سکانس را قبل از فیلمبرداری استوری‌بورد کرد. پتینسون به اصلاح بخشی از فیلمنامه کمک کرد تا به آن «طنز و دانش عامیانه ای بدهد که در غیر این صورت هرگز با آن برخورد نمی‌کردم.» پتینسون همچنین تا حدی بازی خود را بر اساس جیم کری در خنگ و خنگ‌تر بنا نهاده تا به جراحت‌های کمدی مشابه اشاره کند. بونگ معتقد بود که پتینسون حق ویرایش نهایی را دارد، حتی اگر در ویرایش تأخیر به وجود آید. برای متمایز کردن دو میکی اصلی، پتینسون لهجه خود را برای هر شخصیت تغییر داد و آنها را با رن و استیمپی از نمایشی به همین نام مقایسه کرد. در طول خواندن اولیه فیلمنامه، او صدای جانی ناکسویل و استیو-او را از کله‌خر تقلید کرد. بونگ به او گفت که برداشت استیو-او را انجام ندهد.
حضور پتینسون در ماه می ۲۰۲۲ تأیید شد و نائومی آکی، تونی کولت و مارک رافلو به بازیگران پیوستند. در ماه جولای، استیون ین به بازیگران اضافه شد. تیم کی پس از یک تماس تلفنی انتخاب شد، زیرا بونگ او را به‌طور خاص برای یک نقش می‌خواست. تولید در استودیو برادران وارنر، لیوسدن در ۲ اوت ۲۰۲۲، آغاز شد و در دسامبر ۲۰۲۲ به پایان رسید. تولید فیلم در ژانویه ۲۰۲۳ به پایان رسید.
خزنده‌های فیلم توسط بونگ و جانگ هی چول طراحی شده‌اند که از زمان فیلم میزبان (۲۰۰۶) با بونگ برای خلق هیولاها برای فیلم‌هایش همکاری کرده است.

## انتشار
میکی ۱۷ در هفتاد و پنجمین جشنواره بین‌المللی فیلم برلین در ۱۵ فوریه ۲۰۲۵ نمایش داده شد و به‌وسیلهٔ برادران وارنر پیکچرز در ۲۸ فوریه ۲۰۲۵ در کره جنوبی اکران شد.
میکی ۱۷ در ۷ مارس ۲۰۲۵ توسط برادران وارنر پیکچرز در ایالات متحده اکران شد. ین فیلم پیش‌تر قرار بود در ۲۹ مارس ۲۰۲۴ از طریق برادران وارنر پیکچرز منتشر شود. اما این تاریخ به‌دلیل اعتصابات ۲۰۲۳ سگ-افترا و تأخیر در مراحل پس از تولید لغو شد و در عوض گودزیلا و کونگ: امپراتوری جدید این تاریخ را به دست آورد.

## بازخورد

### فروش گیشه
تا ۱۱ مارس ۲۰۲۵، میکی ۱۷ در ایالات متحده و کانادا ۲۳٫۱ میلیون دلار و در سایر مناطق ۳۴ میلیون دلار به دست آورده است که مجموعاً ۵۷٫۲ میلیون دلار در سراسر جهان است. این فیلم با بودجه ساخت ۱۱۸ میلیون دلاری و هزینه بازاریابی ۸۰ میلیون دلاری خود، باید ۲۴۰ تا ۳۰۰ میلیون دلار در سرتاسر جهان بفروشد تا بتواند برای استودیو سودمند باشد.
در کره جنوبی، این فیلم در ۲۸ فوریه ۲۰۲۵ اکران شد و بالاترین اولین نمایش پس از دنیاگیری کووید را برای برادران وارنر به دست آورد، که با فروش ۱٫۷ میلیون دلار از رکوردی که قبلاً توسط فیلم پتینسون، بتمن در سال ۲۰۲۲ ثبت شده بود، فراتر رفت. فروش این فیلم در آخر هفته افتتاحیه به ۹ میلیون دلار رسید.
در ایالات متحده و کانادا، میکی ۱۷ در کنار شب زوپاکالیپس اکران شد و پیش‌بینی شد که در آخر هفته افتتاحیه آن حدود ۱۵ تا ۲۰ میلیون دلار از ۳۷۷۰ سینما فروش داشته باشد. این فیلم در روز اول ۷٫۷ میلیون دلار به دست آورد، از جمله ۲٫۵ میلیون دلار از پیش نمایش‌های پنجشنبه شب. فیلم در ادامه به ۱۹ میلیون دلار رسید، که ددلاین هالیوود آن را مطابق با روند فروش فیلم‌های علمی تخیلی اصلی دانست، مثل صعود ژوپیتر (۱۸٫۳ میلیون دلار افتتاحیه در ۲۰۱۵)، به سوی ستارگان (۱۹ میلیون دلار در ۲۰۱۹) و آفریننده (۱۴ میلیون دلار در ۲۰۲۲). به دلیل بودجه فیلم، انتشارات همچنین پیش‌بینی کردند که این فیلم برای برادران وارنر سودآور نخواهد بود.

### نظر منتقدان
در وبگاه جمع‌آوری نقد راتن تومیتوز، ٪۷۷ از ۲۶۱ بررسی منتقدان مثبت است و میانگینِ امتیاز آن ۷٫۱/۱۰ است. اجماع این وبگاه چنین می‌نویسد: «میکی ۱۷ شاهد بازگشت بونگ جون هو به حوزهٔ تخصصی‌اش در ژانر علمی تخیلی دیوانه‌وار با یک انتقاد اجتماعی مخرب در هسته آن است و در طول مسیر ثابت می‌کند که هرگز نمی‌توان تعداد زیادی رابرت پتینسون داشت.» این فیلم در متاکریتیک که از میانگین وزنی استفاده می‌کند، بر اساس نظر ۵۹ منتقدین امتیاز ۷۲ از ۱۰۰ را کسب کرده که نشان‌گر «نقدهای عموماً مطلوب» است. تماشاگران شرکت‌کننده در نظرسنجی سینماسکور به فیلم نمره متوسط "B" را در مقیاس A+ تا F دادند، در حالی که آنهایی که توسط پست‌ترک مورد بررسی قرار گرفتند، امتیاز ۴ از ۵ ستاره را به فیلم دادند و ۶۳٪ گفتند که قطعاً فیلم را توصیه می‌کنند.
رابی کولین از دیلی تلگراف به این فیلم ۴ ستاره از ۵ ستاره اهدا کرد و خاطرنشان کرد: «همانند بسیاری از آثار دیگر بونگ، نگرش ریز و درشت فیلم به ژانر باعث می‌شود مخاطبان را سرپا نگه دارد. این فیلم اغلب تنها در یک سکانس از پوچ‌گرایی به کمدی بزن‌بکوب، و سپس به ترسناک، و دوباره برعکس برمی‌گردد، مثل تصویر کلون جدید پتینسون در پرینتر گوشتی.» جیکوب اولر از ای.وی. کلاب فیلم را «یک نقد علمی-تخیلی پیچیده، طولانی و پرانرژی از حال و هوای غیرانسانیِ امروزمان» نامید.
ریچارد لاسون از ونتی فر در نقدی کمتر مشتاقانه فیلم را «یک پیگیری ناامیدکننده از انگل» دانست و در ادامه گفت: «شاید اگر بونگ روی ایده شبیه‌سازی تمرکز می‌کرد و به‌طور پیچیده‌تر رفتار نابودکننده شرکت‌ها با کارگران را بررسی می‌کرد، می‌توانست به چیزی بسیار غم‌انگیز، حتی بسیار حیرت‌آور برسد. متأسفانه، او در نهایت بیش از حد به موجودات حیوانی پیچیده‌اش علاقه‌مند است و به شوخی‌های گسترده‌ای دربارهٔ دیکتاتورهای حقیر و وسواس‌دار به دوربین‌های تلویزیونی توجه می‌کند. در حین کوتاه‌شدن میزان توجه، میکی ۱۷ کمتر شبیه یک اعلامیه جدید از یک استاد بزرگ است، و بیشتر شبیه یک اسکرول پر از وحشت و بی‌نتیجه در تیک‌تاک به نظر می‌رسد.» جوسلین نوک از آسوشیتد پرس به فیلم امتیاز ۲ از ۴ ستاره را داد و گفت که اگرچه مردن مکرر شخصیت پتینسون یک طرح داستانی جالب، و نکته برجسته فیلم است، [اما] «قسمت زیادی از فیلم به هرج و مرج روایی، نفخ و افراط تبدیل می‌شود.»